# Battle Beyond the Stars
Battle Beyond the Stars is een Amerikaanse sciencefictionfilm uit 1980, geproduceerd door Roger Corman en geregisseerd door Jimmy T. Murakami. De film is geïnspireerd op The Magnificent Seven (1960), dat op zijn beurt een westernbewerking is van Seven Samurai (1954), en verplaatst het verhaal naar de ruimte. Het scenario werd geschreven door John Sayles, met muziek gecomponeerd door James Horner en speciale effecten ontworpen door James Cameron. De film werd uitgebracht door New World Pictures en behaalde een bescheiden succes aan de kassa, ondanks gemengde recensies van critici.

## Verhaal
De vreedzame planeet Akir wordt bedreigd door de tirannieke krijgsheer Sador van het Malmori-imperium. Sador beschikt over een 'Stellair Converter', een wapen dat planeten in sterren kan veranderen. Hij eist dat de bewoners van Akir zich binnen zeven dagen aan hem onderwerpen. De jonge Akiraanse Shad besluit huurlingen te zoeken om zijn planeet te verdedigen. Hij reist met het enige ruimteschip van de planeet, bestuurd door de AI genaamd Nell.
Shads zoektocht leidt hem naar verschillende bondgenoten: Nanelia, de dochter van Dr. Hephaestus; Cowboy, een aardse vrachtpiloot; een groep klonen genaamd Nestor; de huurmoordenaar Gelt; de strijdlustige Valkyrie Saint-Exmin; en Cayman, een reptielachtig wezen wiens thuiswereld door Sador is vernietigd.
Samen keren ze terug naar Akir om de planeet te verdedigen tegen Sadors naderende aanval. Tijdens de strijd offeren verschillende bondgenoten zich op om Sador te stoppen. Uiteindelijk slagen Shad en Nanelia erin om Sadors schip te vernietigen door Nells zelfvernietigingsmechanisme te activeren terwijl ze ontsnappen in een reddingscapsule. Akir is gered, maar tegen een hoge prijs, en de overlevenden eren de herinnering aan hun gevallen kameraden.

## Rolverdeling
| Acteur           | Personage      |
| ---------------- | -------------- |
| Richard Thomas   | Shad           |
| Robert Vaughn    | Gelt           |
| George Peppard   | Cowboy         |
| John Saxon       | Sador          |
| Sybil Danning    | Saint-Exmin    |
| Darlanne Fluegel | Nanelia        |
| Sam Jaffe        | Dr. Hephaestus |
| Jeff Corey       | Zed            |
| Morgan Woodward  | Cayman         |
| Marta Kristen    | Lux            |
| Earl Boen        | Nestor 1       |
| John Gowens      | Nestor 2       |
| Larry Meyers     | Kelvin 1       |
| Lara Cody        | Kelvin 2       |
| Steve Davis      | Quopeg         |

## Productie
De film werd geproduceerd door Roger Corman, bekend om zijn low-budget producties die vaak een platform boden aan opkomende talenten. Het scenario werd geschreven door John Sayles, terwijl James Cameron verantwoordelijk was voor de speciale effecten. De filmmuziek werd gecomponeerd door James Horner, die later bekendheid verwierf met zijn werk voor films als Titanic en Avatar.

## Ontvangst
Battle Beyond the Stars ontving gemengde recensies bij de release. Hoewel de film werd geprezen om zijn speciale effecten en muziek, werd het verhaal bekritiseerd vanwege het lenen van elementen uit eerdere films zoals The Magnificent Seven en Seven Samurai. Desondanks heeft de film een cultstatus verworven onder sciencefictionliefhebbers.